# العلاقات المغربية الهايتية
العلاقات المغربية الهايتية هي العلاقات الثنائية التي تجمع بين المغرب وهايتي.

## مقارنة بين البلدين
هذه مقارنة عامة ومرجعية للدولتين:
| وجه المقارنة                                              | المغرب                                 | هايتي                                |
| --------------------------------------------------------- | -------------------------------------- | ------------------------------------ |
| المساحة (كم2)                                             | 710.85 ألف                             | 27.75 ألف                            |
| عدد السكان (نسمة)                                         | 36.07 مليون                            | 10.98 مليون                          |
| الكثافة السكانية (ن./كم²)                                 | 50.74                                  | 395.68                               |
| العاصمة                                                   | الرباط                                 | بورت أو برانس                        |
| اللغة الرسمية                                             | اللغة العربية، أمازيغية معيارية مغربية | لغة فرنسية، اللغة الكريولية الهايتية |
| العملة                                                    | درهم مغربي                             | جوردة هايتية                         |
| الناتج المحلي الإجمالي (بليون دولار)                      | 109.14 مليار                           | 8.41 مليار                           |
| الناتج المحلي الإجمالي (تعادل القوة الشرائية) بليون دولار | 274.06 مليار                           | 18.82 مليار                          |
| الناتج المحلي الإجمالي الاسمي للفرد دولار أمريكي          | 2.88 ألف                               | 818                                  |
| الناتج المحلي الإجمالي للفرد دولار أمريكي                 | 7.49 ألف                               | 1.73 ألف                             |
| مؤشر التنمية البشرية                                      | 0.628                                  | 0.483                                |
| رمز المكالمات الدولي                                      | +212                                   | +509                                 |
| رمز الإنترنت                                              | .ma                                    | .ht                                  |
| المنطقة الزمنية                                           | ت ع م+01:00                            | 00                                   |

## منظمات دولية مشتركة
يشترك البلدان في عضوية مجموعة من المنظمات الدولية، منها:
| علم المنظمة | اسم المنظمة                               | تاريخ انضمام المغرب | تاريخ انضمام هايتي |
| ----------- | ----------------------------------------- | ------------------- | ------------------ |
|             | منظمة الشرطة الجنائية الدولية             | ?                   | ?                  |
|             | منظمة التجارة العالمية                    | 1995                | ?                  |
|             | البنك الدولي للإنشاء والتعمير             | 25 أبريل 1958       | 8 سبتمبر 1953      |
|             | منظمة حظر الأسلحة الكيميائية              | ?                   | ?                  |
|             | مؤسسة التنمية الدولية                     | 29 ديسمبر 1960      | 13 يونيو 1961      |
|             | الأمم المتحدة                             | 12 نوفمبر 1956      | 24 أكتوبر 1945     |
|             | يونسكو                                    | 7 نوفمبر 1956       | 18 نوفمبر 1946     |
|             | الاتحاد البريدي العالمي                   | ?                   | ?                  |
|             | المركز الدولي لتسوية المنازعات الاستشارية | 10 يونيو 1967       | 26 نوفمبر 2009     |
|             | مؤسسة التمويل الدولية                     | 30 أغسطس 1962       | 20 يوليو 1956      |
|             | الاتحاد الدولي للاتصالات                  | 1 نوفمبر 1956       | 10 أكتوبر 1927     |
|             | وكالة ضمان الاستثمار متعدد الأطراف        | 17 سبتمبر 1992      | 11 ديسمبر 1996     |

## وصلات خارجية
- موقع وزارة الخارجية المغربية
- موقع وزارة الخارجية الهايتية